# Vilamòs
Vilamòs község Spanyolországban, Lleida tartományban. Vilamòs Les, Catalonia, Vielha e Mijaran, Es Bòrdes, Bossòst, Arres és Bagnères-de-Luchon községekkel határos. Lakosainak száma 175 fő (2024).

## Népesség
A település népessége az utóbbi években az alábbiak szerint változott:
| Lakosok száma | 129  | 234  | 118  | 179  | 87   | 175  | 202  | 171  | 187  | 175  |
|               | 1787 | 1900 | 1940 | 1960 | 1986 | 2005 | 2010 | 2014 | 2019 | 2024 |